# Леонов, Евгений Павлович
Евге́ний Па́влович Лео́нов (2 сентября 1926, Москва — 29 января 1994, там же) — советский и российский актёр театра и кино, мастер озвучивания; народный артист СССР (1978), лауреат Государственной премии Российской Федерации (1992), Государственной премии СССР (1976), Государственной премии РСФСР имени братьев Васильевых (1981) и премии Ленинского комсомола (1978), кавалер ордена Ленина (1986).

## Биография

### Детство и юность
Родился в Москве в семье Павла Васильевича и Анны Ильиничны Леоновых, выходцев из Клинского уезда. Был вторым ребёнком, старший брат — Николай Леонов (1924—2017).
Брат работал инженером-авиаконструктором в Туполевском бюро, отец — на авиазаводе, мать была домохозяйкой. Жили в коммунальной квартире на Васильевской улице, занимая две небольшие комнаты.
В 1934—1941 годах учился в Московской средней школе № 126 Советского района. Ещё в четвёртом классе его заметил режиссёр, который подыскивал «самого смешного, пухлого мальчишку» для съёмок в фильме. Леонов был приглашён на студию, но в последний момент «то ли родители не пустили, то ли испугался, застеснялся» и в картине участия не принял. В пятом классе записался в школьный драмкружок.
К началу войны (в возрасте 14 лет) окончил седьмой класс. По совету родителей устроился учеником токаря на авиазавод, на котором работал его отец. Во время войны там работала вся семья Леоновых.
Осенью 1943 года поступил в Авиационный приборостроительный техникум имени С. Орджоникидзе, участвовал в художественной самодеятельности.
На третьем курсе ушёл из техникума и поступил на драматическое отделение Московской экспериментальной театральной студии при Московской областной филармонии, которой руководил Р. В. Захаров, балетмейстер Большого театра.

### Карьера
В 1947 году окончил студию и был принят в Московский театр Дзержинского района.
С 1948 года выступал на сцене Московского драматического театра имени К. С. Станиславского. С того же года снимался в кино. Приобрёл популярность после выхода на экраны фильма «Полосатый рейс» (1961).
С 1968 года — актёр Московского театра имени В. Маяковского. На этой сцене сыграл одну из лучших своих ролей — Ванюшина-отца в пьесе С. А. Найдёнова «Дети Ванюшина».
В начале 1970-х у него возникли разногласия с художественным руководителем театра А. А. Гончаровым, который прощал актёру частое отсутствие в театре из-за съёмок в кино, но не мог простить съёмки в рекламе. В результате конфликта актёр был вынужден покинуть театр.
С 1974 года — в Театре имени Ленинского комсомола (с 1990 года — театр «Ленком»), который незадолго перед тем (в 1973 году) возглавил М. А. Захаров.
Участвовал в радиоспектакле Главной редакции радиовещания для детей «Айвенго» (1967), исполнив роли Вамбы. Снялся в телепередаче «Будильник» (1983).
Глуховатый хриплый голос актёра моментально узнаваем. Известны его работы по озвучиванию мультфильмов (прежде всего, роль Винни-Пуха в серии лент 1969—1972 годов).
Член КПСС с 1955 года, член Союза кинематографистов СССР (Москва).

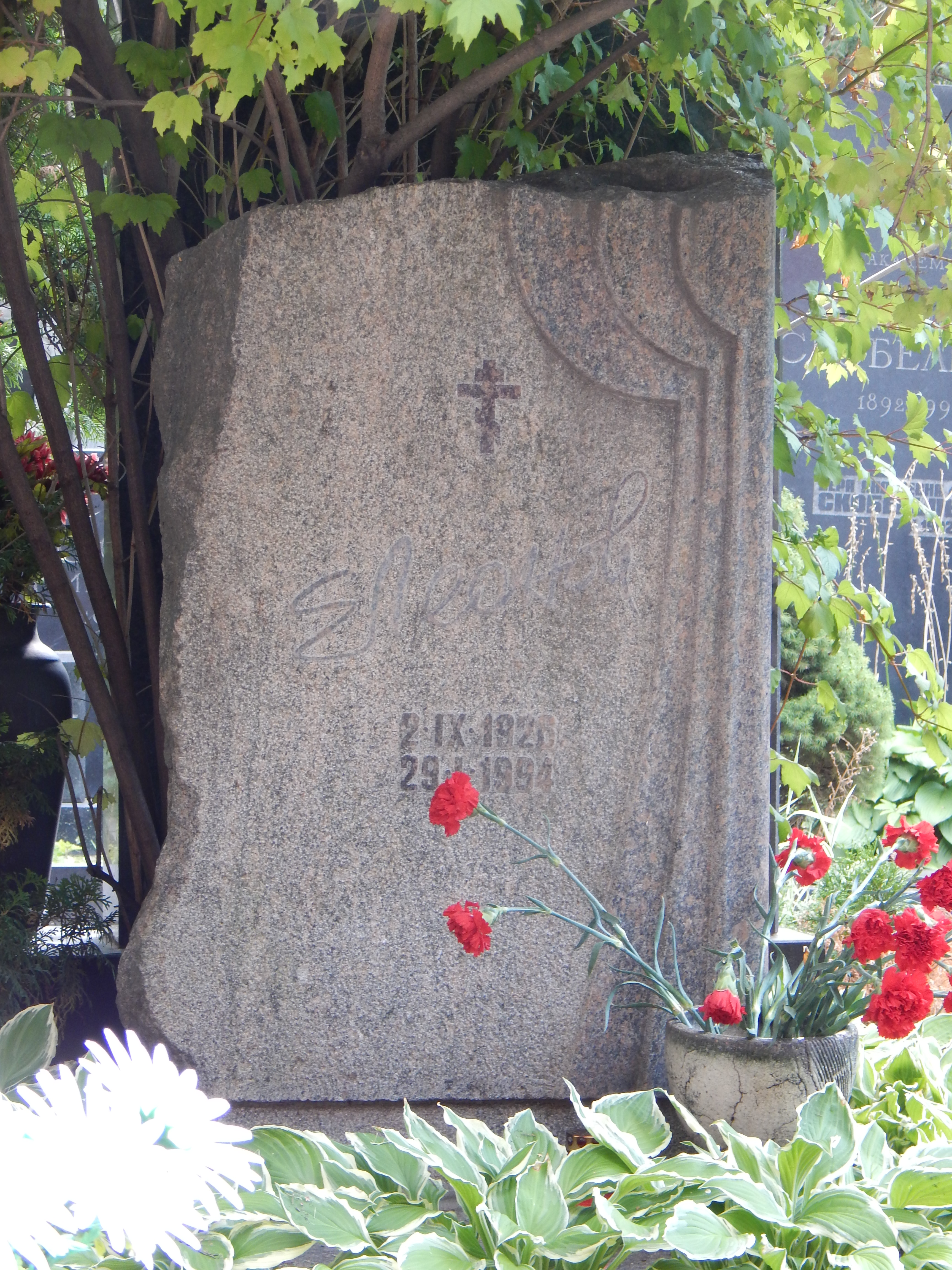
Могила Е. П. Леонова на Новодевичьем кладбище

Интересовался футболом, болел за московское «Динамо».
В 1988 году во время гастролей в Германии в результате обширного инфаркта пережил клиническую смерть, находился в коме 16 дней. Вернулся к актёрской деятельности через четыре месяца.

### Смерть
Скончался 29 января 1994 года из-за отрыва тромба перед спектаклем «Поминальная молитва». Похоронен на
Новодевичьем кладбище (участок № 10).

## Семья
- Супруга (с 16 ноября 1957 года) — Ванда Владимировна Леонова (в девичестве Стойлова) (1935—2021)[18], обучалась в музыкально-педагогическом училище в Свердловске, окончила театроведческое отделение ГИТИСа[19]. Евгений Леонов познакомился с ней на гастролях в Свердловске в 1957 году. Много лет служила в литературной части театра «Ленком»[20]. Похоронена рядом с мужем в Москве на Новодевичьем кладбище[21].
- Сын — Андрей Евгеньевич Леонов (род. 1959), актёр театра и кино[22], народный артист Российской Федерации (2023)[23].

## Театральные работы
Театр Дзержинского района Москвы
- 1947 — «Ровесники» А. Авдеенко; реж. В. Власов — Колька

Московский драматический театр имени К. С. Станиславского
- 1948 — «Три сестры» А. Чехова; реж. М. Кедров — Дёнщик
- 1948 — «День чудесных обманов» Р. Шеридана; реж. Ю. Мальковский и Г. Кристи — Лопес
- 1949 — «Глубокие корни» Дж. Гоу и А. Д’Юссо; реж. Б. Флягин — Чак Уоррен
- 1949 — «Две судьбы» Н. Зелеранского и Р. Хигеровича; реж. Б. Флягин — Абишев
- 1949 — «С любовью не шутят» П. Кальдерона; реж. Б. Равенских — Дон Диего
- 1949 — «Отцы и дети» Л. Муравьёвой по И. Тургеневу; реж. В. Дудин — слуга в доме Одинцовой
- 1950 — «Жизнь начинается снова» В. Собко; реж. Ю. Мальковский — Клаус Нейдорф
- 1951 — «Грибоедов» С. Ермолинского; реж. М. Яншин — слуга на балу
- 1951 — «Правда о его отце» М. Калиновского и Л. Березина; реж. Е. Весник и Л. Елагин — Отто
- 1951 — «Юность вождя» Г. Нахуцришвили; реж. М. Яншин и Ю. Мальковский — Иванидзе
- 1952 — «Девицы-красавицы» А. Симукова; реж. М. Яншин и С. Туманов — Виктор Шмелёв
- 1953 — «Бесприданница» А. Островского; реж. М. Яншин — Робинзон
- 1953 — «Крошка Доррит» А. Бруштейн по Ч. Диккенсу; реж. С. Туманов — Джон
- 1953 — «На улице счастливой» Ю. Принцева; реж. М. Яншин и Т. Кондрашов — Фёдор Рудый
- 1954 — «Весенний поток» Ю. Чепурина; реж. А. Зиньковский — второй шофёр
- 1954 — «Дни Турбиных» М. Булгакова; реж. М. Яншин — Лариосик
- 1954 — «Чайка» А. Чехова; реж. М. Яншин — Повар
- 1956 — «Трус» А. Крона; реж. А. Аронов — Василий Барыкин
- 1956 — «Домик у моря» С. Цвейга; реж. А. Аронов — молодой моряк
- 1957 — «Ученик дьявола» Б. Шоу; реж. Р. Иоффе — Кристи
- 1958 — «Раскрытое окно» Э. Брагинского; реж. А. Аронов — Игорь
- 1958 — «Неизвестный» М. Соболя; реж. В. Бортко — Кутан
- 1958 — «Де Преторе Винченцо» Э. де Филиппо; реж. М. Яншин и Ю. Мальковский — Винченцо
- 1959 — «Здравствуй, Катя» М. Львовского; реж. М. Яншин и А. Аронов — Вадим
- 1960 — «Верю в тебя» В. Коростылёва; реж. Е. Завадский и Б. Львов-Анохин — Сергей
- 1960 — «Снежная королева» Е. Шварца; реж. Е. Завадский — Сказочник
- 1960 — «Встречи на дорогах» Э. Брагинского; реж. Е. Симонов — Колька
- 1962 — «Дайте крышу Маттуфлю!..» И. Жамиака; реж. А. Карев — Каролин
- 1962 — «Первый встречный» Ю. Принцева; реж. М. Яншин — Константин Тимофеевич Шохин
- 1963 — «Трёхгрошовая опера» Б. Брехта; реж. С. Туманов — Пичем
- 1963 — «Палуба» Л. Зорина; реж. М. Карклялис — Солодкий
- 1964 — «Шестое июля» М. Шатрова; реж. Б. Львов-Анохин — часовой
- 1965 — «Энциклопедисты» Л. Зорина; реж. Б. Львов-Анохин — Куманьков
- 1965 — «Материнское поле» Ч. Айтматова; реж. Б. Львов-Анохин — эпизод
- 1966 — «Антигона» Ж. Ануя; реж. Б. Львов-Анохин — Креон
- 1967 — «Однажды в двадцатом» Н. Коржавина; реж. Б. Львов-Анохин и М. Резникович — Ключицкий[24]

Московский театр имени В. Маяковского
- 1969 — «Дети Ванюшина» С. Найдёнова; реж. А. Гончаров — Ванюшин
- 1971 — «Таланты и поклонники» А. Островского; реж. М. Кнебель и Н. Зверева — Нароков
- 1972 — «Человек из Ламанчи» Д. Вассермана и Д. Дэриона; реж. А. Гончаров — Санчо Панса[25]

Московский театр имени Ленинского комсомола
- 1974 — «Тиль» Г. Горина по роману Ш. де Костера; реж. М. Захаров — Ламме Гудзак
- 1975 — «Иванов» А. Чехова; реж. М. Захаров — Иванов
- 1978 — «Вор» В. Мысливского; реж. М. Захаров — Отец
- 1979 — «Синие кони на красной траве» («Революционный этюд») М. Шатрова; реж. М. Захаров и Ю. Махаев — крестьянский ходок
- 1983 — «Оптимистическая трагедия» В. Вишневского; реж. М. Захаров — Вожак
- 1986 — «Диктатура совести» М. Шатрова; реж. М. Захаров — Подсудимый
- 1989 — «Поминальная молитва» Г. Горина по Шолому-Алейхему; реж. М. Захаров — Тевье

## Фильмография
— главная роль

| Год  |     | Название                                                                      | Роль                                                                                    |
| ---- | --- | ----------------------------------------------------------------------------- | --------------------------------------------------------------------------------------- |
| 1948 | кор | Карандаш на льду                                                              | дворник (нет в титрах)                                                                  |
| 1949 | ф   | Счастливый рейс (Машина 22-12)                                                | пожарный (нет в титрах)                                                                 |
| 1951 | ф   | Спортивная честь                                                              | официант в ресторане (нет в титрах)                                                     |
| 1953 | ф   | Вихри враждебные                                                              | делегат Съезда Советов на галёрке                                                       |
| 1954 | ф   | Морской охотник                                                               | кок                                                                                     |
| 1955 | ф   | Дорога                                                                        | Пашка Еськов                                                                            |
| 1955 | ф   | Дело Румянцева                                                                | Мишка Снегирёв                                                                          |
| 1956 | кор | Секрет молодости                                                              | главная роль                                                                            |
| 1957 | ф   | Неповторимая весна                                                            | Алексей Степанович Кошелев, Шуша                                                        |
| 1957 | ф   | Улица полна неожиданностей                                                    | милиционер Евгений Павлович Сердюков                                                    |
| 1958 | ф   | Трудное счастье                                                               | Агафон                                                                                  |
| 1959 | ф   | Не имей 100 рублей…                                                           | замдиректора музея по хозяйственной части Иван Сергеевич Мухин                          |
| 1959 | тф  | В этот праздничный вечер                                                      | таксист Фёдор                                                                           |
| 1959 | кор | Произведение искусства                                                        | сын хозяйки магазина Саша Смирнов                                                       |
| 1959 | ф   | Повесть о молодожёнах                                                         | Федя Макаров                                                                            |
| 1959 | ф   | Снежная сказка                                                                | Старый год                                                                              |
| 1961 | док | Внимание, тигры!                                                              | камео                                                                                   |
| 1961 | ф   | Полосатый рейс                                                                | буфетчик, вынужденно выдававший себя за дрессировщика Глеб Савельевич Шулейкин          |
| 1962 | ф   | Черёмушки                                                                     | Барабашкин                                                                              |
| 1963 | мтф | Короткие истории (миниатюры «Мошенник», «Осторожный человек», «Шутки-малютки» | заказчик / зять                                                                         |
| 1963 | ф   | Крепостная актриса                                                            | граф Иван Павлович Кутайсов                                                             |
| 1963 | кор | Мамочка и два трутня                                                          | милиционер                                                                              |
| 1964 | ф   | Донская повесть                                                               | Яков Шибалок                                                                            |
| 1964 | ф   | Над нами Южный Крест                                                          | продавец-инвалид на рынке (озвучивал Юрий Саранцев)                                     |
| 1965 | ф   | Тридцать три                                                                  | Иван Сергеевич Травкин                                                                  |
| 1966 | тф  | Сказки русского леса                                                          | охотник за новогодним творчеством                                                       |
| 1967 | док | Евгений Урбанский                                                             | камео                                                                                   |
| 1967 | ф   | Первый курьер                                                                 | жандармский офицер Критский                                                             |
| 1967 | кор | Зареченские женихи                                                            | сват Семён Захарович Коротайка                                                          |
| 1967 | ф   | Снежная королева                                                              | король Эрик XXIX                                                                        |
| 1967 | ф   | Фокусник                                                                      | начальник Кукушкина Степан Николаевич Россомахин                                        |
| 1968 | ф   | Виринея                                                                       | Михайло                                                                                 |
| 1968 | ф   | Урок литературы                                                               | отец Нины Павел Петрович Вронский                                                       |
| 1968 | ф   | Зигзаг удачи                                                                  | фотограф Владимир Антонович Орешников                                                   |
| 1969 | ф   | Не горюй!                                                                     | отставной солдат Егор Залетаев                                                          |
| 1969 | ф   | Гори, гори, моя звезда                                                        | иллюзионщик Пашка                                                                       |
| 1969 | ф   | Чайковский                                                                    | Алёша                                                                                   |
| 1970 | тф  | Карусель                                                                      | лектор Иван Иванович Нюхин                                                              |
| 1970 | ф   | Меж высоких хлебов                                                            | колхозный конюх Павло Гнатович Стручок                                                  |
| 1970 | ф   | Белорусский вокзал                                                            | слесарь, бывший командир разведки Иван Приходько                                        |
| 1971 | ф   | Джентльмены удачи                                                             | преступник «Доцент» Сан Саныч Белый / заведующий детским садом Евгений Иванович Трошкин |
| 1971 | тф  | Ехали в трамвае Ильф и Петров                                                 | Виталий Капитулов                                                                       |
| 1971 | док | Интересная профессия                                                          | камео                                                                                   |
| 1972 | ф   | Гонщики                                                                       | Иван Михайлович Кукушкин, «дядя Ваня»                                                   |
| 1972 | мтф | Большая перемена                                                              | отец Нелли Степан Семёнович Леднёв                                                      |
| 1973 | ф   | Под каменным небом                                                            | старший лейтенант Кравцов                                                               |
| 1973 | ф   | Совсем пропащий                                                               | жулик «Король»                                                                          |
| 1974 | ф   | Премия                                                                        | бригадир Потапов                                                                        |
| 1975 | ф   | Соло для слона с оркестром                                                    | директор цирка Иванов                                                                   |
| 1975 | ф   | Афоня                                                                         | штукатур Коля                                                                           |
| 1975 | тф  | Старший сын                                                                   | отец-одиночка Андрей Григорьевич Сарафанов                                              |
| 1975 | ф   | Шаг навстречу                                                                 | Серафим Никитич                                                                         |
| 1976 | ф   | Легенда о Тиле                                                                | Ламме Гудзак                                                                            |
| 1976 | ф   | Длинное, длинное дело...                                                      | следователь Михаил Петрович Лужин                                                       |
| 1977 | ф   | Мимино                                                                        | Иван Сергеевич Волохов, ветеран войны                                                   |
| 1977 | ф   | Смешные люди!                                                                 | регент Алексей Алексеевич                                                               |
| 1977 | ф   | Женитьба                                                                      | отставной моряк Балтазар Балтазарович Жевакин                                           |
| 1977 | мтф | И это всё о нём                                                               | Прохоров                                                                                |
| 1978 | тф  | Дуэнья                                                                        | Мендосо                                                                                 |
| 1978 | тф  | Обыкновенное чудо                                                             | Король                                                                                  |
| 1979 | ф   | Осенний марафон                                                               | слесарь, сосед Бузыкина Василий Игнатьич Харитонов                                      |
| 1979 | ф   | Верой и правдой                                                               | Евгений Савельевич Банников                                                             |
| 1979 | тф  | Отпуск в сентябре                                                             | Кушак                                                                                   |
| 1979 | док | После свадьбы                                                                 | камео                                                                                   |
| 1980 | ф   | За спичками                                                                   | Антти Ихалайнен                                                                         |
| 1980 | тф  | О бедном гусаре замолвите слово                                               | провинциальный актёр-трагик Афанасий Петрович Бубенцов                                  |
| 1982 | ф   | Слёзы капали                                                                  | Павел Иванович Васин                                                                    |
| 1982 | тф  | Дом, который построил Свифт                                                   | великан Глюм                                                                            |
| 1983 | ф   | Уникум                                                                        | директор НИИ                                                                            |
| 1984 | ф   | Время и семья Конвей                                                          | Ален Конвей                                                                             |
| 1986 | ф   | Кин-дза-дза!                                                                  | чатланин Уэф                                                                            |
| 1986 | док | Мастера искусств. Народный артист СССР Евгений Леонов                         | камео                                                                                   |
| 1988 | тф  | Диктатура совести                                                             | осуждённый взяточник                                                                    |
| 1988 | ф   | Убить дракона                                                                 | Бургомистр                                                                              |
| 1990 | ф   | Паспорт                                                                       | чиновник посольства СССР в Австрии                                                      |
| 1993 | ф   | Американский дедушка                                                          | Серафим Терентьевич Гоголев                                                             |
| 1993 | ф   | Настя                                                                         | директор магазина канцтоваров Яков Алексеевич                                           |
| 1993 | тф  | Поминальная молитва                                                           | Тевье-молочник                                                                          |
| 1993 | ф   | Сыскное бюро «Феликс»                                                         | дядя Ваня                                                                               |
| 1996 | док | Реквием                                                                       | камео                                                                                   |

Киножурнал «Фитиль»
 — главная роль

| Год  |   | Название                                                 | Роль                 |
| ---- | - | -------------------------------------------------------- | -------------------- |
| 1967 | ф | Фитиль № 60 (сюжет «Тяжёлый случай»)                     | управдом             |
| 1967 | ф | Фитиль № 61 (сюжет «Операция „Неман“»)                   | лейтенант милиции    |
| 1967 | ф | Фитиль № 63 (сюжет «Маляр» по рассказу Н. Тэффи)         | маляр                |
| 1968 | ф | Фитиль № 72 (сюжет «Обчистили» по рассказу Е. Ясинского) | посетитель химчистки |
| 1969 | ф | Фитиль № 82 (сюжет «Розыгрыш»)                           | Сидоров              |
| 1969 | ф | Фитиль № 87 (сюжет «Во имя науки»)                       | пьяница              |
| 1974 | ф | Фитиль № 139 (сюжет «Трезвый подход»)                    | пациент вытрезвителя |
| 1975 | ф | Фитиль № 159 (сюжет «Человек и закон»)                   | охранник природы     |

## Озвучивание
Мультипликация
- 1964 — Кот-рыболов — Кот
- 1968 — Чуня — Кот
- 1968 — Хочу бодаться (сюжет «Друзья в походе») — Бобёр
- 1969 — Винни-Пух — Винни-Пух
- 1971 — Винни-Пух идёт в гости — Винни-Пух
- 1972 — Винни-Пух и день забот — Винни-Пух
- 1972 — Заветная мечта — текст от автора
- 1975 — Верните Рекса — отец Серёжи
- 1975 — Необычный друг — текст от автора / Носорог
- 1975 — Фантик. Первобытная сказка — Штуша-Кутуша, страшный зверь
- 1975 — Достать до неба — высокий прохожий
- 1976 — Почтовая рыбка — почтальон Семён
- 1977 — Василиса Прекрасная — Царь
- 1977 — Не любо — не слушай — читает текст
- 1979 — Волшебное кольцо — текст от автора
- 1979 — Приезжайте в гости — Слонёнок
- 1979 — Заячья банька — текст от автора
- 1980 — Пустомеля — Ёж
- 1981 — Тигрёнок на подсолнухе — текст от автора
- 1981 — Приключения Васи Куролесова — Батон
- 1984 — Лосёнок
- 1986 — Приключения пингвинёнка Лоло — Джек, пёс на браконьерском судне
- 1986 — Добро пожаловать! — Медведь
- 1986 — Архангельские новеллы — текст от автора
- 1987 — Как ослик грустью заболел — грузовик Фыр-Фыр
- 1987 — Поморская быль — текст от автора
- 1988 — Смех и горе у Бела моря — дед Сеня Малина, рассказчик
- 1991 — Mister Пронька — раёшник
- 1992 — Ой, ребята, та-ра-ра! — камео (игровые вставки)
- 1994 — Фантазёры из деревни Угоры — дед Антошки

Фильмы
- 1982 — Слёзы капали — Гера
- 1986 — Жил-был Матвей — Артист (голос за кадром)
- 1986 — Киножурнал «Советское кино» (Выпуск № 87)[26] — Винни-Пух (голос за кадром)

Киножурнал «Фитиль»
- 1969 — Фитиль № 80 (сюжет «Есть ли жизнь на Марсе?») — майор милиции
- 1972 — Фитиль № 117 (сюжет «Грабёж среди белого дня») — Коля
- 1972 — Фитиль № 121 (сюжет «Экспонат») — шофёр
- 1974 — Фитиль № 147 (сюжет «Дорогой утиль») — Иван Кузьмич
- 1976 — Фитиль № 164 (сюжет «Утраченные грёзы») — поставщик
- 1984 — Фитиль № 271 (сюжет «Канава») — экскаваторщик

## Награды и звания
Государственные награды СССР и Российской Федерации
- 1959 — заслуженный артист РСФСР;
- 1967 — орден «Знак Почёта»[27];
- 1970 — медаль «За доблестный труд. В ознаменование 100-летия со дня рождения Владимира Ильича Ленина»[источник не указан 1095 дней];
- 1972 — народный артист РСФСР;
- 1976 — Государственная премия СССР — за исполнение роли Василия Трифоновича Потапова в фильме «Премия» (1974)[27];
- 1978 — народный артист СССР[11];
- 1978 — премия Ленинского комсомола — за исполнение роли Прохорова в сериале «И это всё о нём»[11];
- 1981 — Государственная премия РСФСР имени братьев Васильевых — за исполнение роли Василия Игнатьевича Харитонова в фильме «Осенний марафон»[11];
- 1986 — орден Ленина[27];
- 1992 — Государственная премия Российской Федерации в области литературы и искусств 1992 года — за спектакль «Поминальная молитва» по мотивам произведений Шолом-Алейхема (пьеса Г. Горина) в Московском театре «Ленком»[9]

Другие награды, поощрения и общественное признание
- 1965 — приз «Серебряный павлин» на III Международном кинофестивале в Нью-Дели, Индия (фильм «Донская повесть»)[28];
- 1966 — вторая премия II Всесоюзного кинофестиваля в Киеве (фильм «Донская повесть»)[29];
- 1979 — приз Союза журналистов лучшему исполнителю мужской роли (фильм «Осенний марафон»)[28];
- 1979 — приз за лучшую мужскую роль на международном кинофестивале в Сан-Себастьяне (фильм «Осенний марафон»)[28];
- 1979 — премия итальянских журналистов за лучшую мужскую роль на 36-м Венецианском кинофестивале (фильм «Осенний марафон»)[27];
- 1980 — вторая премия XIII Всесоюзного кинофестиваля в Душанбе за создание образа сказителя в мультипликационном фильме «Волшебное кольцо» (1979)[30];
- 1994 — ОРКФ в Сочи «Кинотавр» (приз «За вклад в развитие русского актёрского искусства», посмертно)[27].

## Память
- В 2001 году на Мосфильмовской улице в Москве была установлена бронзовая скульптура заведующего детсадом Трошкина (Доцента) (из фильма «Джентльмены удачи») в исполнении актёра. 16 октября 2015 года пятеро злоумышленников похитили, увезли и распилили этот памятник, с целью сдать его куски на металлолом[31]. В 2016 году на том же месте был открыт новый памятник[32].
- В 2007 году в Московском музее современного искусства был установлен памятник героям комедии «Мимино», в том числе и персонажу Е. Леонова[33].

Памятная доска на доме № 37/14 по Комсомольскому проспекту в Москве

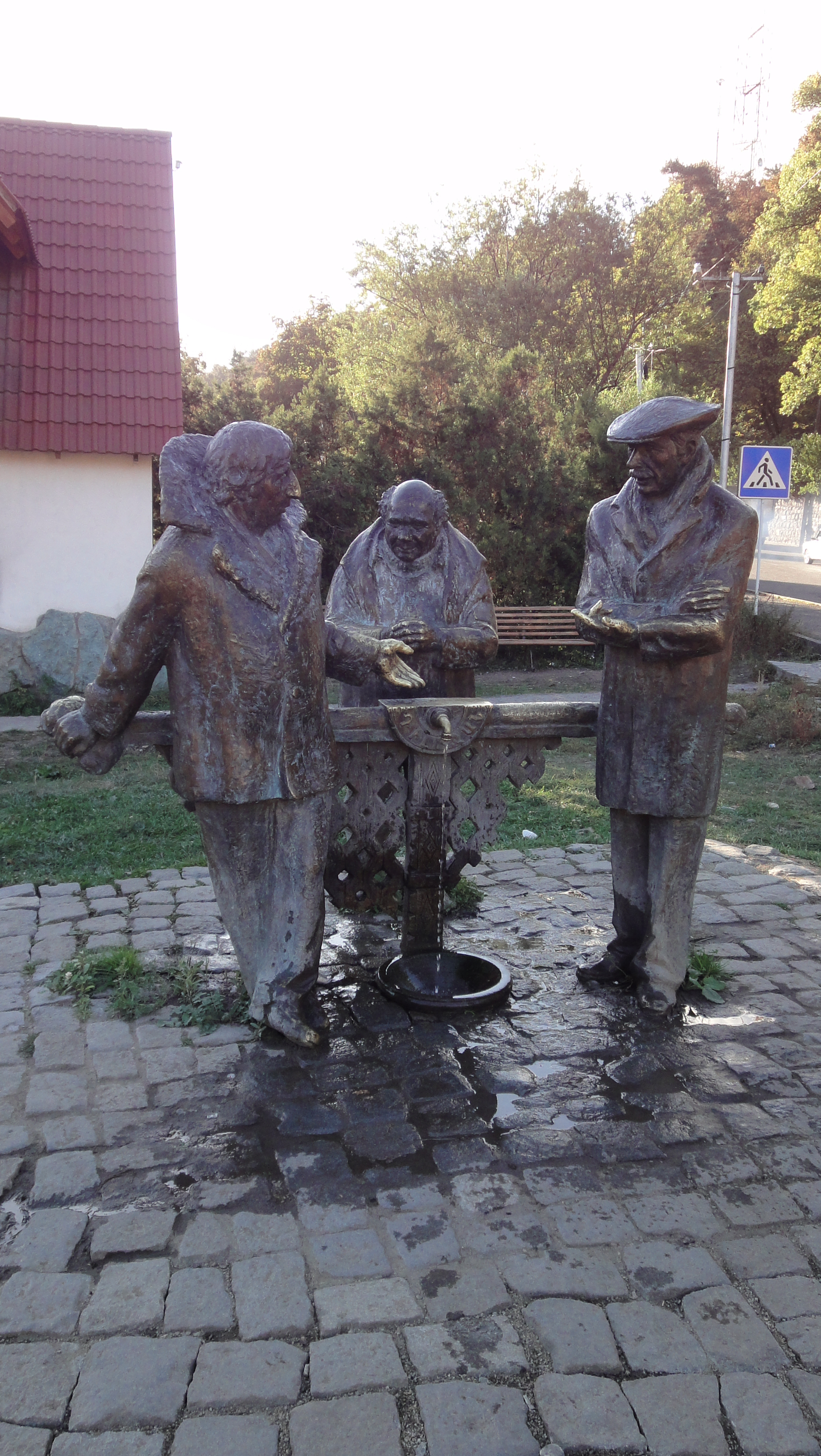
Памятник героям фильма «Мимино» в Дилижане

- В Москве, на доме по адресу Комсомольский проспект, 37/14, установлена мемориальная доска. В этом доме актёр жил с 1966 по 1994 год[34].
- В 2011 году в Дилижане (Армения) был установлен памятник героям комедии «Мимино», в том числе персонажу Е. Леонова[33].
- В Таразе (Казахстан) в торговом центре «Шахристан» установлен памятник Е. П. Леонову, посвящённый фильму «Джентльмены удачи»[35][36].
- Скульптура героя Е. Леонова — штукатура Коли из кинофильма «Афоня» — была установлена в 2010 году в Ярославле.
- Главного героя книги «Хоббит, или Туда и обратно» — Бильбо Бэггинса — для издательства «Детская литература» художник-иллюстратор М. Беломлинский рисовал с Е. Леонова[37].
- В телесериале 2016 года «Маргарита Назарова» роль Е. Леонова сыграл его сын Андрей[38].
- Памятник героям культового фильма «Мимино» расположен в историческом центре Тбилиси, районе Авлабари. Открыт в 2011 году. Скульптура представляет собой фигуры режиссёра фильма — Георгия Данелии, а также актёров, сыгравших главные роли: Вахтанга Кикабидзе, Евгения Леонова и Фрунзика Мкртчяна. Автором памятника стал скульптор Зураб Церетели[39][40].
- В честь Е. П. Леонова 5 мая 1999 года назван астероид 5154 Leonov, открытый в 1969 году Л. И. Черных.

Творчеству актёра посвящены документальные фильмы и телепередачи:
- 1992 — «Евгений Леонов. „Портрет на фоне“» («1-й канал Останкино»)
- 2006 — «Евгений Леонов. „А слёзы капали…“»
- 2006 — «Евгений Леонов. „Как уходили кумиры“» (из цикла передач телеканала «ДТВ»)
- 2006 — Евгений Леонов (из документального цикла передач «Острова», телеканал «Культура»)
- 2006 — «Евгений Леонов. „Исповедь“» («Первый канал»)
- 2010 — «Евгений Леонов. „Страх одиночества“» («Первый канал»)[41][42]
- 2012 — «Георгий Данелия. „Между вымыслом и реальностью“» (Георгий Данелия рассказывает в документальном фильме о том, как происходили съёмки в фильмах с участием Евгения Леонова, телеканал «Россия-1»)
- 2014 — «Евгений Леонов. „Последняя обида“» («ТВ Центр»)[43]
- 2016 — «Евгений Леонов. „Я король, дорогие мои!“» («Первый канал»)[44][45]
- 2016 — «Евгений Леонов. „Легенды кино“» («Звезда»)[46]
- 2017 — «Евгений Леонов. „Последний день“» («Звезда»)[47]
- 2021 — «Евгений Леонов. „Страх и сомнения большого артиста“» («Мир»)[48].